# Tipula (Pterelachisus) kurilensis
Tipula (Pterelachisus) kurilensis is een tweevleugelige uit de familie langpootmuggen (Tipulidae). De soort komt voor in het Palearctisch gebied.